# Oborisjte (Varna)
Oborisjte (bulgariska: Оборище) är ett distrikt i Bulgarien. Det ligger i kommunen Obsjtina Văltjidol och regionen Oblast Varna, i den östra delen av landet, 400 km öster om huvudstaden Sofia.
Trakten runt Oborisjte består till största delen av jordbruksmark. Runt Oborisjte är det ganska glesbefolkat, med 43 invånare per kvadratkilometer.